# 河源市
河源市（かげん-し）は中華人民共和国広東省に位置する地級市。

## 地理
広東省の東北部に位置し、梅州市、汕尾市、恵州市、韶関市、江西省贛州市に接する。珠江デルタと広東省東部の山岳地帯との境界にあたる地域で、全域を珠江の大きな支流である東江が貫く。

## 歴史
1988年1月7日に河源市が成立した。

## 行政区画
1市轄区・5県を管轄する。
- 市轄区：
  - 源城区
- 県：
  - 紫金県・竜川県・連平県・和平県・東源県

| 河源市の地図                              |
| ----------------------------------------- |
| 源城区 紫金県 竜川県 連平県 和平県 東源県 |

### 年表
この節の出典
- 1988年1月7日 - 広東省恵陽地区河源県が地級市の河源市に昇格。源城区・郊区を設置。(2区4県)
  - 恵陽地区紫金県・連平県・和平県・竜川県を編入。
- 1993年11月8日 - 郊区が県制施行し、東源県となる。(1区5県)

## 交通

### 鉄道

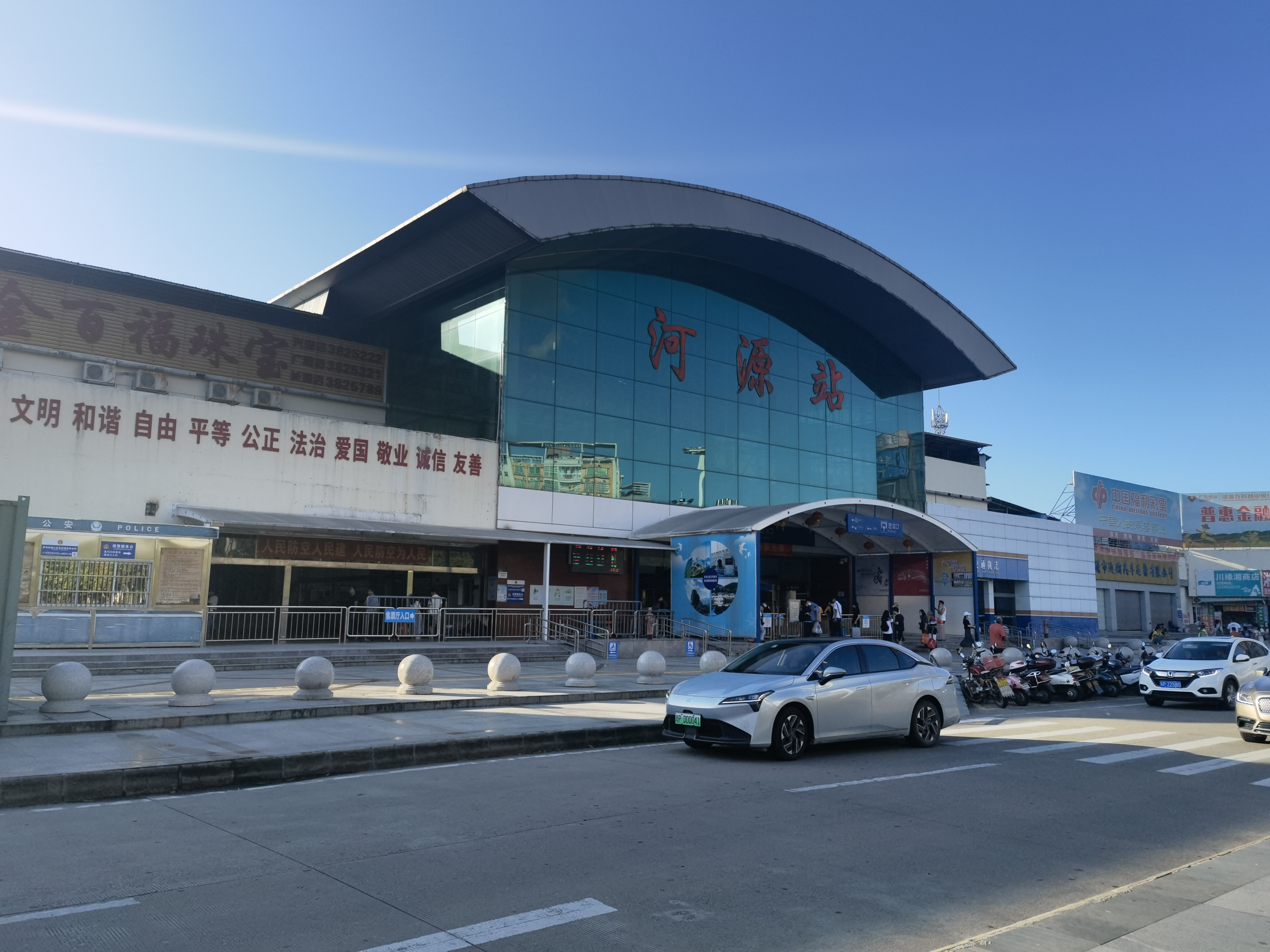
河源駅

- 中国国家鉄路集団
  - 贛深旅客専用線（中国語版）
  - 竜竜高速鉄道（中国語版）
  - 京九線
  - 漳竜線（中国語版）

### 道路
- 高速道路
  -  長深高速道路
  -  済広高速道路
  -  大広高速道路
  -  汕昆高速道路
  -  武深高速道路（中国語版）
  -  竜河高速道路（中国語版）
  -  広竜高速道路（中国語版）
- 国道
  - G105国道（中国語版）
  - G205国道（中国語版）
  - G236国道（中国語版）
  - G238国道（中国語版）
  - G358国道（中国語版）